# Tripteroides felicitatis
Tripteroides felicitatis is een muggensoort uit de familie van de steekmuggen (Culicidae). De wetenschappelijke naam van de soort is voor het eerst geldig gepubliceerd in 1948 door Bonne-Wepster.